# Uí Failghe
Le Royaume d'Uí Failghe ou Uí Failge /ui ˈfalʲɡe/ est un royaume gaélique Irlandais qui a existé  jusqu’à la décennie 1550. Son nom, mais pas l'étendue de son territoire, a été préservé dans celui du comté d'Offaly, dans la république d'Irlande.
Le comté d'Offaly (à l'origine King's County) a été constitué à partir d’éléments de plusieurs anciens royaumes irlandais
dont celui des Uí Failghe ainsi que celui de Mide (actuel ouest Offaly) et Munster (actuel sud Offaly). Les limites territoriales du royaume seraient actuellement les suivantes : le comté d'Offaly à l'est de Tullamore, la partie ouest du comté de Kildare et de la partie nord-est du comté de Laois. Son nom est également resté à deux baronnies d'Irlande du comté de Kildare ancienne partie du royaume :  Offaly (Ophaley) East et Offaly (Ophaley) West.

## Histoire
Uí Failghe a existé comme royaume depuis l’ère historique. Son nom a pour origine  son souverain légendaire le roi Failge Berraide (fl. AD 507–514). Il résiste successivement aux empiétements des Uí Néill, des Eóganachta, et des Anglo-Normands cependant son territoire se restreint. Selon Francis John Byrne : « Les conflits guerriers du Ve siècle entre les Uí Néill et les Laigin en Brega et Mide ... [montrent] que les Ui Failgi subirent des dommages matériels importants du fait de perte de leur territoire en Offaly et Westmeath ».
À partir du milieu du XIe siècle la dynastie régnante adopte avec le roi Congalach Ua Conchobair (mort en 1051) le nom de Ua Conchobhair Failghe, ou Ó Connor Faly (ils n'ont aucune relation avec la célèbre famille O'Connor, la dynastie  Ua Conchobhair du Connacht et Kerry). Le centre originel de leur pouvoir était à Rathangan dans l'actuel comté de Kildare  puis il fut transféré à Daingean lors de l'arrivée des Anglo-Normands. Après la mort de leur dernier roi de facto, Brian mac Cathaoir O Conchobhair Failghe vers 1556, l'Uí Failghe fut partagé entre le  Queen's County et le King's County lorsqu'ils furent partagés
par la reine  Marie Ire d'Angleterre lors des  plantations en Irlande. Une partie du royaume originel fut intégrée dans le comté de Kildare. Après l'indépendance de l'Irlande, 'King's County' fut renommé Comté d'Offaly, en référence à Uí Failghe.

## Description
L’ancien territoire d'Offaly est décrit par O'Donovan dans ses « Ordnance Survey letters ». O'Donovan note que le domaine des Ui Failghe, ou Ophaley, comprenait les  baronnies de: Geshill, Upper and Lower Philipstown, Warrenstown, et Collestown toutes dans  King's County; Ophaley (ou Offaley) dans le comté de Kildare; Portnahinch et Tinahinch dans Queen's County. O'Donovan cite O'Heerin qui avançait qu'Offaly était à l'origine subdivisé en sept cantreds: Tuath Geisille (Geashill); Hy-Regan (Tinahinch); Clann-Maoilughra (Upper Philipstown et Portnahinch); Clar Colgain (Lower Philipstown); Tuath-Maighe ou Tethmoy (Coolestown et Warrenstown); Magh Aoife, ou Fearann Ui Murchain, (demie partie nord d'Ophaley); Tuath-Leighe (partie sud d'Ophaley).
Cela donne au royaume une forme approximativement triangulaire, avec comme coin sud-ouest les Slieve Bloom Mountains, et sud-est le site de Dún Ailinne (en), le fleuve Boyne et ses affluents les rivières (Milltown, Yellow River) marquant sa frontière nord.
Geoffrey Keating estime que les lignées familiales suivantes sont issus des O Conchubhar Failghe: O Caomhanaigh, O Tuathalaigh, O Branaigh, Mac Giolla Phadraig, O' Duinn, O Diomasaigh, O Dubhuir, Muinntear Riain."

## Article lié
̈Liste des rois de Uí Failghe

## Sources
- (en) Francis John Byrne, Irish Kings and High-Kings, Londres, Batsford, 1973 (ISBN 0-7134-5882-8)
- (en) Hui Failgi relations with the Hui Neill in the century after the loss of the plain of Mide, Alfred P. Smyth, Etudes Celtic, 1975, p. 501–523.
- (en) Ui Fhailghe, Uibh Fhaili, etc.; The Name of Offaly, Nollaig O Muraile, in Offaly Heritage:Journal of the Offaly Archaeological and Historical Society, p. 9–11, volume one, 2003
- (en) Donnchadh Ó Corráin, Ireland before the Normans, Dublin, Gill & Macmillan, 1972, p. 27,84,139,161